# Silene trachyphylla
Silene trachyphylla är en nejlikväxtart som beskrevs av Adrien René Franchet. Silene trachyphylla ingår i släktet glimmar, och familjen nejlikväxter. Inga underarter finns listade i Catalogue of Life.